# Rambla de Catalogne
Pour les articles homonymes, voir Rambla.

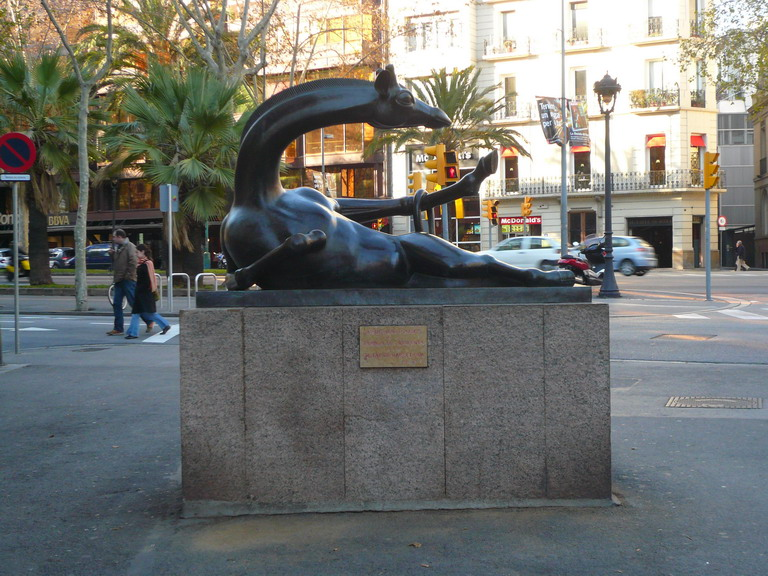
La girafe coquette, sculpture de Josep Granyer à l'intersection avec Diagonal

La Rambla de Catalogne (en catalan : Rambla de Catalunya) est l'une des voies centrales de Barcelone. Elle traverse la partie droite de l'Eixample du nord au sud. Elle est située entre le Passeig de Gràcia et la rue Balmes, qui lui sont parallèles.
Cette rambla commence sur la place de Catalogne et rejoint l'avenue Diagonale. C'est un boulevard commercial où on compte de nombreuses boutiques de mode, plusieurs cinéma et le musée d'égyptologie de Barcelone.
La rambla de Catalogne prolonge la Rambla dans l'Eixample. Passé une première section (place de Catalogne – Gran Via), la voie se transforme. Une large promenade centrale est flanquée de deux voies carrossables. La promenade est ornée de sculptures de Josep Granyer. À l'intersection avec Gran Via se trouve une fontaine ornée d'une sculpture Nena damunt un peix de Frederic Marès.
Traditionnellement on y célèbre la fête du Dimanche des Rameaux.

## Édifices d'intérêt et lieux de mémoire

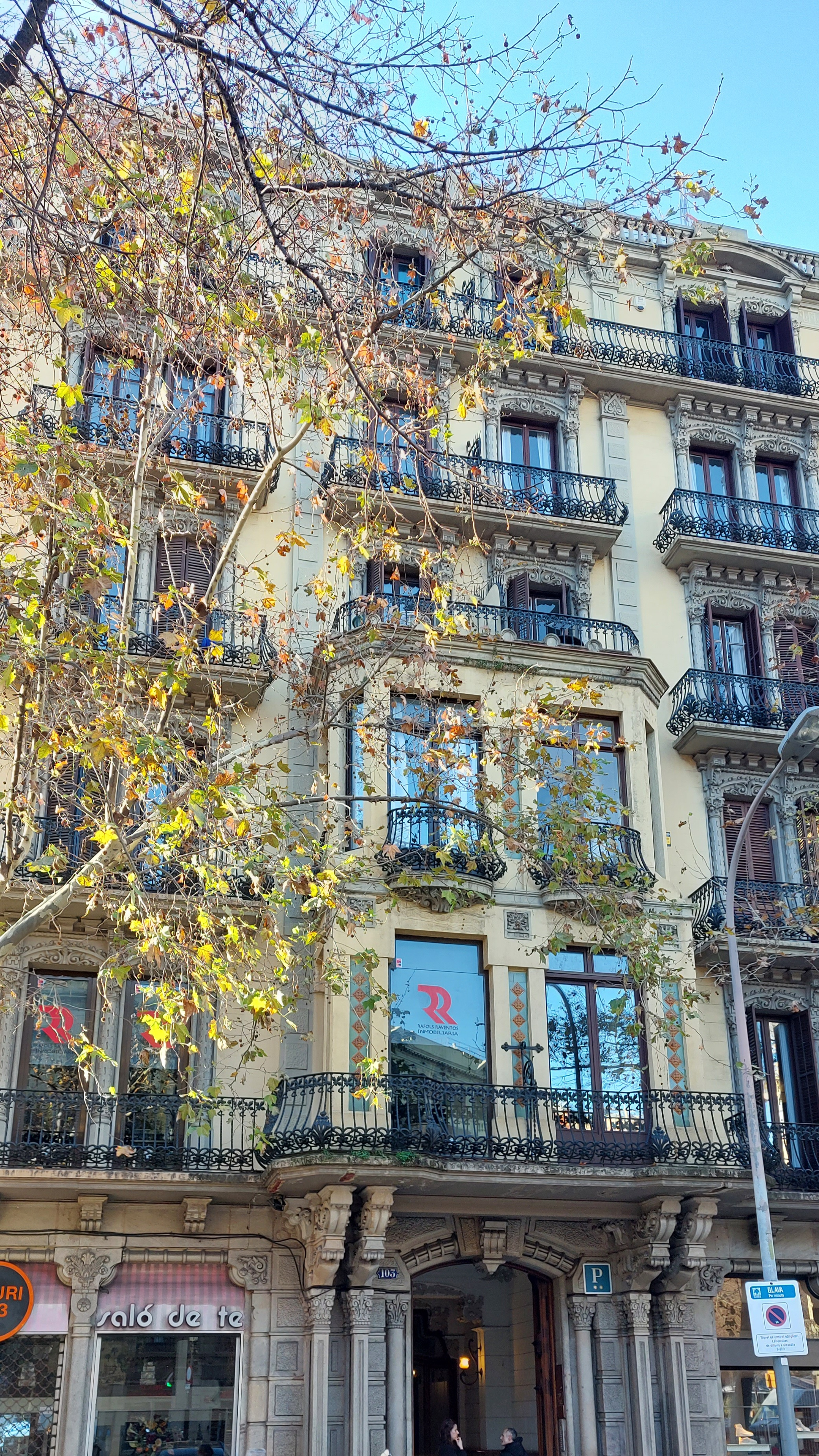
Le n°103, ancienne boutique de Caroline Montagne Roux.

- Comme le Passeig de Gràcia, la Rambla de Catalogne contient un grand nombre d'édifices modernistes.
- En 1909, l'adresse du 103, Rambla de Catalogne accueille la boutique de Caroline Montagne Roux et de sa sœur Marie-Berthe, amies de Jeanne Lanvin, fréquentée par de grandes personnalités de la bourgeoisie catalane comme Isabel Llorach.

L'adresse devient dans les années 1920, l'une des premières représentations de la Maison Lanvin hors de Paris.
- De 1915 à 1925, la styliste Madame Renaud (Ana Renaud) tient une boutique de mode au n°20 de la rambla[2].
- Le cabinet de Dolors Aleu i Riera, première femme à exercer le métier de médecin en Espagne, était situé au n°31 de la Rambla de Catalogne[3].
- La Casa Juncadella, au numéro 33, une des premières réalisations (1888-1890) de l'architecte catalan Enric Sagnier.